# Batalla de San Pietro
La batalla de San Pietro, també coneguda com la batalla de Crocetta o la batalla de Parma fou una batalla que va tenir lloc el 29 de juny de 1734, entre tropes de França i Sardenya d'una banda, i les tropes austriacistes d'Habsburg de l'altre, com a part de la Guerra de Successió polonesa, entre el poble de La Crocetta i la ciutat de Parma, aleshores al Ducat de Parma. Les tropes austríaques van assaltar una posició forta Franco-Sarda i foren finalment rebutjats, en part degut a la mort del seu comandant, Florimund Mercy, i a les ferides del seu segon al comandament, Frederic de Württemberg. Ambdós costats van patir baixes significatives a la batalla, que va durar la major part del dia.

## Antecedents
Arran de la mort el febrer de 1733 del rei August II de Polònia, els poders europeus van exercir influència diplomàtica i militar en l'elecció del seu successor. En una elecció molt disputada entre agost i octubre de 1733 van escollir entre Estanislau Leszczyński i Frederic August, Elector de Saxònia per ser el proper rei. Etanisłau va rebre el suport principalment de França, mentre que Frederic August el rebé de Rússia i l'Emperador Habsburg Carles VI. El 10 d'octubre França va declarar guerra a Àustria i Saxònia per tal d'allunyar les forces militars de Polònia, i poc després va envair tant Renània com els territoris dels Habsburg del que avui és el nord d'Itàlia. La campanya italiana es va dur a terme conjuntament amb el rei Carles Manuel III de Sardenya, a qui França hi havia promès el Ducat de Milà en el Tractat de Torí, signat el setembre de 1733.

### Els aliats prenen Milà
A partir de l'octubre de 1733, un exèrcit combinat Franco-Sard, format per més de 40.000 homes i dirigit per Carles Manuel, va prendre ràpidament el control del territori milanès sense oposició significativa dels aproximadament 12.000 efectius austríacs que defensaven el ducat. Després que la conquesta de Tortona, el febrer de 1734, la freqüència de combats va disminuir i l'exèrcit va acampar per l'hivern.
L'exèrcit es va unir el novembre de 1733 pel mariscal francès de Villars, de 81 anys. Ell i Carles Manuel discrepaven sobre l'estratègia, ja que aquest darrer, que recelava dels francesos, volia assegurar Milà per si mateix, mentre Villars volia assegurar els extrems del sud dels passos a través de l'Alps per tal d'impedir que els reforços austríacs arribessin a Itàlia. La tàctica de Carles Manuel incloïa de forma deliberada moviments militars dilatoris, que eren desfavorables per als seus objectius. Frustrat per aquesta tàctica, Villars sol·licità la retirada el maig de 1734. Durant la ruta a França va caure malalt i morí a Torí el juny. Les tropes franceses de l'exèrcit foren llavors posades sota el comandament dels generals de Broglie i Coigny, que foren ascendits a mariscals.
A finals de juny de 1734, Carles Manuel va retornar a Torí perquè la seva muller, Polyxena de Hesse-Rotenburg, estava malalta. Va demanar als mariscals francesos que evitessin comprometre's amb accions ofensives fins fins al seu retorn, tot i que això probablement va ser una altra tàctica dilatòria per part seva.

### Campanya austríaca
En resposta a l'obtenció aliada de Milà, Àustria va organitzar un exèrcit d'auxili. A causa de la insistència de Carles Manuel per assegurar completament el territori milanès, alguns les tropes austríaques van ser capaces de travessar el Alps a la fortalesa de Mantua ja al novembre de 1733, reforçant les tropes fins aproximadament els 7.000 efectius. A finals d'any havia augmentat fins als 12.000 homes, majoritàriament degut a les tropes retirades dels bastions milanesos. Frederic de Württemberg va establir patrulles al llarg dels rius Po i l'Oglio per controlar els moviments aliats el gener de 1734, i va enfortir la frontera del Tirol amb Milà. Pel març la mida de l'exèrcit havia augmentat fins als 24.000 efectius i el Mariscal de Camp Florimund Mercy havia pres el comandament de les forces. Mercy va continuar mantenint una postura defensiva, creient que l'acció ofensiva deixaria les fronteres Mantua o el Ttirol dèbilment defensades. No va ser fins a principis d'abril que l'exèrcit austríac va començar a marxar per fer front als aliats, concentrant-se al llarg del riu Mincio. El príncep Eugeni de Savoia, en una carta datada el 26 d'abril va ordenar a Mercy començar la campanya; les forces austríaques totals al nord d'Itàlia havien crescut fins a més de 55.000 efectius.
L'1 de maig l'ala esquerra de l'exèrcit austríac va començar a travessar el riu Po, forçant els destacaments francesos del banc del sud a retrocedir cap a Parma. Al llarg del maig, aquella ala, comandada per Frederic de Württemberg, va remuntar el riu fins a Parma, mentre l'ala dreta, sota el comandament del mariscal Mercy, es va moure més a poc a poc, retardat per la necessitat deprovisions i un vessament cerebral sofert per un envellit Mercy, que el va privar de la seva vista. L'1 de juny, Frederic va desallotjar un destacament de tropes franceses que estaven establertes per protegir un cap de pont a Colorno, no gaire lluny de Parma. Del 3 al 8 de juny, el gruix de l'exèrcit aliat va travessar el Po a Sacca per unir-hi la posició defensiva. El 4 i 5 de juny un destacament de tropes sardes van conduir els Austríacs de Colorno, que es van retirar a Sorbolo per planejar un atac contra la posició aliada a Parma.

## Batalla
El mariscal Coigny va determinar mantenir la posició a Parma i el 28 de juny va establir una posició forta fora de les muralles de ciutat. Ancorat el seu flanc esquerre a les defenses de la ciutat, va col·locar el dret al poble de Crocetta, on estava més protegit per les zones pantanoses del riu Taro. El camí entre Crocetta i Parma recorria una calçada i Coigny va cavar trinxeres profundes en els dos costats de la carretera.
El mariscal Mercy va travessar el canal del Taro al cap del seu exèrcit i al voltant de les 10 del matí va disparar als llocs avançats francesos, que es van retirar. En assolir Crocetta, Mercy va ordenar a Frederic, que comandava l'esquerra austríaca, atacar sense dilació. El Príncep va objectar que primer havia de creuar més tropes sobre el riu i alinear-los. Llavors Mercy va dir "Je vous laisse faire et je ferai la chose à ma mode (Fes el que vulguis, jo ho faré a la meva manera)" i va dirigir el flanc dret a batalla. Les seves tropes van començar a avançar, omplint en les trinxeres amb feixines enmig d'un devastador bombardeig per part dels aliats. La primera onada fou repel·lida, però Mercy va persistir en l'atac, ordenant regiments frescos a l'assalt. Van continuar treballar omplint les trinxeres, utilitzant cossos apilats dels seus camarades en l'intent. Estaven gairebé a punt de prendre la primera línia francesa quan Mercy va ser tocat i abatut per una bala de mosquet, creant confusió i desordre dins de les línies.
Llavors Frederic va arribar per prendre el comandament i restablir l'ordre. Els austríacs van obtenir el control del terraplè i van començar a omplir la trinxera a l'altra banda, aquesta vegada utilitzant els cossos dels seus enemics. Frederic finalment va retirar-se de la batalla amb una ferida menor. Tanmateix, els Austríacs van persistir en l'atac, conduint els francesos fins a les muralles de Parma enmig de continus i intensos combats. Allà els francesos van fer una defensa desesperada i van aturar amb èxit l'avenç austríac. Els austríacs es van retirar llavors cap al sud després l'aparició de la foscor.

## Conseqüències
Els austríacs van tenir 6.172 baixes entre morts i ferits, incloent el mariscal Mercy i 6 generals. Hi va haver també un gran nombre de desertors. Els francesos van perdre 4.000 homes i els sards, 400. Tot i que els aliats van aguantar al camp de batalla, no es va considerar una gran victòria degut a les elevades baixes.
Frederic va trobar refugi al castell de Montechiarugolo, on va escriure un informe de la batalla per a l'emperador, culpant del fracàs a la imprudència de Mercy. Els austríacs finalment van retrocedir fins al riu Secchia, on el juliol se'ls van unir reforços i un nou comandant, el Mariscal de Camp Königsegg. Hi va haver un petit conflicte significatiu entre els dos exèrcits encarats al llarg del Secchia fins que al setembre, fins que Königsegg va començar una sèrie de moviments que van culminar en laderrota austríaca a Guastalla, una altra vegada amb importants baixes, el 19 de setembre, després de la qual els austríacs van retrocedir fins al riu Oglio, posició que van mantenir la resta de l'any.
La batalla va ser presenciada per la població de Parma i en particular pel dramaturg venecià Carlo Goldoni, que es trobava a la ciutat.